# Furio Cerutti
(F. Cerutti)
Furio Cerutti (Genova, 20 maggio 1938) è un filosofo italiano.

## Biografia
Furio Cerutti è professore di Filosofia politica nella Facoltà di Lettere e Filosofia e membro del Dipartimento di Filosofia di Firenze. 

Negli scorsi anni Cerutti ha svolto attività d'insegnamento e di ricerca nelle Università di Heidelberg, Francoforte sul Meno, Manchester, all'Université libre de Bruxelles, alla Harvard Law School, Center for International Affairs della Harvard University, alla Université de Paris 8 ed alla Humboldt-Universität zu Berlin.

I primi lavori di Cerutti vertono principalmente sul marxismo occidentale e la "teoria critica" propria della Scuola di Francoforte da cui, tra l'altro proviene.
Cerutti ha poi lavorato e sta tuttora lavorando sulla filosofia politica delle relazioni internazionali ed affari globali, seguendo due diverse tematiche:
- La teoria delle sfide globali (armi nucleari e riscaldamento globale);
- La questione dell'identità politica (non sociale o culturale) degli europei in relazione con la legittimazione dell'Unione Europea.

Da ricordare la sua amicizia con Norberto Bobbio del quale Cerutti stesso si ritiene allievo.

## Opere
- Storia e coscienza di classe oggi, con scritti inediti di Lukács, Milano, 1977.
- Totalità, bisogni e organizzazione, Firenze, 1980.
- Marxismo e politica. Saggi e interventi, Napoli, 1981.
- Gli occhi sul mondo. Le relazioni internazionali in prospettiva interdisciplinare, a cura di, Roma, 2000.
- Global Challenge for Leviathan. A Political Philosophy of Nuclear Weapon and Global Warming, Lanham, Md., Rowman&Littlefield, 2007.

Edizione italiana: Sfide globali per il Leviatano. Una filosofia politica delle armi nucleari e del riscaldamento globale, Milano, Vita e pensiero, 2010.